# Nototriche foetida
Nototriche foetida är en malvaväxtart som beskrevs av Oskar Eberhard Ulbrich. Nototriche foetida ingår i släktet Nototriche och familjen malvaväxter. Inga underarter finns listade i Catalogue of Life.